# Poète
Pour les articles homonymes, voir Poète (homonymie).

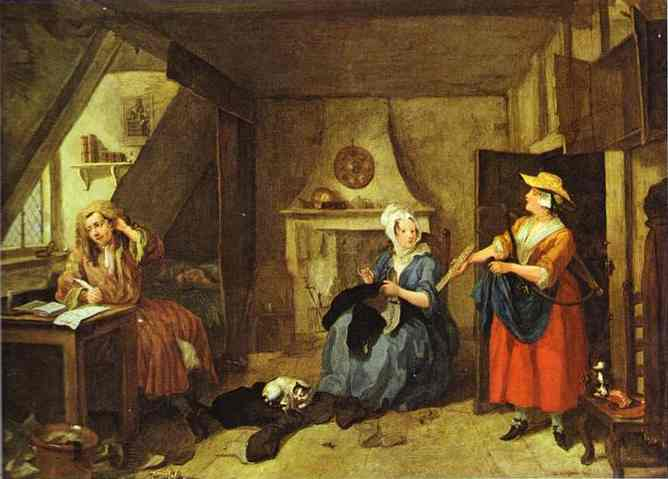
Le Poète en détresse (William Hogarth, 1736).

Un ou une poète (ancienne orthographe : poëte) est quelqu'un qui écrit ou déclame des poèmes. Le féminin est poète ou poétesse,. C'est une personne pratiquant l'art de combiner les mots, les sonorités, les rythmes pour évoquer des images, suggérer des sensations, des émotions. Homère, Sophocle, Pindare et Sappho furent des poètes dans leur genre respectif : poésie épique, poésie dramatique, poésie lyrique.

## Histoire
Dans la Rome antique, les poètes professionnels étaient généralement parrainés par des mécènes, de riches partisans, notamment des nobles et des militaires. Par exemple, Gaius Maecenas (en français Mécène), ami de César Auguste, était un important mécène pour les poètes augustes, dont Horace et Virgile. Alors qu'Ovide, un poète bien établi, a été banni de Rome par le premier empereur romain Auguste. Sappho est une des rares femmes poétesse de l'antiquité grecque à avoir bénéficié d'une grande renommée.
Les poètes occupaient une place importante dans la société arabe préislamique, le poète ou Sha'ir (en) jouant le rôle d'historien, de devin et de propagandiste. Les mots à la gloire de la tribu (qit'ah) et les lampions dénigrant les autres tribus (hija') semblent avoir été parmi les formes les plus populaires de la poésie ancienne. Le sha'ir représentait le prestige et l'importance d'une tribu individuelle dans la péninsule arabique, et les batailles simulées dans la poésie ou le zajal remplaçaient les guerres réelles. Ukaz, une ville marchande située non loin de La Mecque, accueillait régulièrement un festival de poésie où l'artisanat des sha'ir était exposé.
Au Moyen Âge, les troubadours constituaient en Occident une catégorie importante de poètes et venaient d'horizons très divers. Ils composaient des poèmes en langue occitane accompagnés de musique, et quelquefois jouaient également le rôle de jongleur en les exécutant dans divers cours seigneuriales ou royales.
La période de la Renaissance a vu la poursuite du parrainage des poètes par la noblesse ou la monarchie. De nombreux poètes avaient toutefois d'autres sources de revenus, notamment des Italiens comme Dante Aligheri, Giovanni Boccaccio et Pétrarque qui travaillaient dans une guilde de pharmaciens et William Shakespeare qui travaillait au théâtre.
À partir de la période romantique, de nombreux poètes étaient des écrivains indépendants qui vivaient de leur travail, souvent complété par des revenus provenant d'autres occupations ou de leur famille, notamment William Wordsworth et Robert Burns.
Des poètes tels que Virgile dans l'Énéide et John Milton dans Le Paradis perdu invoquaient l'aide d'une muse.

## Formation
Les poètes des temps anciens étaient souvent des personnes très cultivées et très instruites, certains étaient en grande partie autodidactes. Quelques poètes, comme John Gower et John Milton, étaient capables d'écrire des poèmes dans plus d'une langue. Certains poètes portugais, comme Francisco de Sá de Miranda, écrivaient non seulement en portugais mais aussi en espagnol. Jan Kochanowski a écrit en polonais et en latin, France Prešeren et Karel Hynek Mácha ont écrit quelques poèmes en allemand, bien qu'ils soient respectivement poètes slovènes et tchèques. Adam Mickiewicz, le plus grand poète de langue polonaise, a écrit une ode en latin pour l'empereur Napoléon III. Un autre exemple est celui de Jerzy Pietrkiewicz, un poète polonais. Lorsqu'il s'est installé en Grande-Bretagne, il a cessé d'écrire des poèmes en polonais, mais a commencé à écrire des romans en anglais. Il a également traduit des poèmes de l'anglais et en anglais.
De nombreuses universités proposent des diplômes en écriture créative, bien que ceux-ci n'aient vu le jour qu'au XXe siècle. Bien que ces cours ne soient pas nécessaires pour faire carrière en tant que poète, ils peuvent être utiles en tant que formation et pour permettre aux personnes étudiant la poésie de passer plusieurs années à se concentrer sur leur écriture.

## Personnalités emblématiques de la poésie

### Allemagne
Rachel Ackerman (1522-1544) est la première poétesse juive à publier en allemand,.

### Chine
Gu Taiqing (1799-1877) est une poètesse de la dynastie Qing, tout comme Liang Desheng (connue pour avoir écrit les trois derniers volumes d'un tanci très connu : Zai cheng yuan (« Affinitée prédestinée lors de la renaissance »), et Wu Zao, autrice de deux recueils de ci, Hualian ci et Xiangnan xuebei ci,.

### Égypte
Penthélia est une poétesse et une prêtresse-musicienne du dieu Ptah qui aurait vécu sous l'Ancien Empire, elle figure parmi les femmes emblématique de The Diner Party de Judy Chicago.

### France
Christine de Pizan (1364-1430) est considérée comme la première femme de lettres à vivre de sa plume en France. Elle compose des traités de politique, de philosophie et des recueils de poésies. Son recueil de poésies Cent ballades d’amant et de dame a été publié par Gallimard dans la collection « Poésie ».
Charles Baudelaire (1821–1867) est un poète français considéré comme une figure majeure de la modernité poétique. Son recueil Les Fleurs du mal explore les tensions entre beauté, mal et ennui. Il influence durablement la littérature par son esthétique du contraste et ses réflexions sur le rôle du poète.
En 1885 Jeanne Loiseau remporte le prix de poésie pour Sursum corda. Anne Fontaine le remporte pour Prismes aux éditions Egloff, en 1947.
Parmi les poétesses notoires du XIXe siècle on trouve Marceline Desbordes-Valmore, Louise-Victorine Ackermann et Marie Krysinska, en soulignant la difficulté de les réintégrer pleinement dans l'écriture d'une histoire de la poésie française.
La publication d'un recueil de sonnets de Nathalie Barney en 1900 intitulé Quelques portraits, sonnets de femmes, poèmes, qui avait l'ambition de créer une colonie de femmes poétesses, encourage d'autres femmes telle Renée Vivien à publier. C'est autour de leur amour commun de la poésie que Nathalie Barney et Marguerite Yourcenar deviennent amies.
En 1931, Cécile Périn, reçoit le prix Artigue, et en 1956 le prix de poésie de l’Académie française pour l'ensemble de son œuvre poétique.

### Japon
Matsuo Bashō (1644-1694) est un poète japonais célèbre pour avoir inventé la forme poétique des Haïkus.
Ōtagaki Rengetsu (1791-1875) est une nonne bouddhiste généralement considérée comme une des plus importantes poétesses japonaises du XIXe siècle du Japon. Elle étudie auprès de grands poètes japonais comme Ozawa Roan et Ueda Akinari, et devient mentore de l'artiste Tomioka Tessai.

### Irak
La toute première poétesse connue est Enheduana, une poétesse sumérienne.

### Perse
Omar Khayyām (vers 1048-1131) est un poète et savant persan. Ses poèmes sont principalement écrits en persan.

### Portugal
Violante do Céu (en), née en 1601 ou 1607 est une religieuse et poétesse de la péninsule Ibérique née à Lisbonne dont l'entrée au couvent n'a pas mis fin à l'écriture de poèmes, notamment érotiques.

### Guatemala
Sœur Juana de la Concepción (1598-1666) est une religieuse, écrivaine et poétesse guatémaltèque. Sa renommée en tant que poète date au début du XVIIe siècle, selon le frère et voyageur anglais Thomas Gage,.

### Kurdistan
Mastoureh Ardalan (1805-1848) est une poétesse, historienne et écrivaine kurde. Elle a écrit plusieurs livres de poésie, d'histoire et de littérature, principalement écrit en Gurani, en kurde et en persan, mais elle a écrit aussi quelques poèmes en Sorani. La plupart de sa poésie kurde a été oubliée au cours du XXe siècle, redécouverte et publiée à la fin du XXe siècle et au début du XXIe siècle.

### Russie
En Russie, Alexandre Pouchkine est considéré comme un grand poète classique. Son roman Eugène Onéguine est écrit en vers. D'autres figures incontournables sont : Nina Berberova, Marina Tsvetaïeva, Anna Akhmatova, Mikhaïl Lermontov, Fiodor Tiouttchev et Vladimir Maïakovski.

### Suède
Hedvig Charlotta Nordenflycht (1718-1763) est une poétesse suédoise et l'une des premières femmes suédoises à vivre de sa plume. Ses derniers poèmes décrivent une relation amoureuse triangulaire avec l'économiste Johan Fischerström et la comtesse Catherine Charlotte De la Gardie,,.

### Malawi
Upile Chisala est une écrivaine poètesse malawienne née en 1994. Elle cherche à rendre autonomes les femmes africainesdans ses recueils de poésies qu'elle publie sur Instagram. Elle parle aux femmes situées sur divers axes de luttes et d'identités. Elle explore des sujets comme l'amour, la vulnérabilité, la féminité, la libération, la joie, le moi, la noirceur, le genre, la spiritualité et la guérison.

## Place des femmes dans la profession
La toute première poétesse connue est Enheduana, une poétesse sumérienne.
Les poétesses ont de tout temps connu des difficultés pour obtenir une reconnaissance dans la profession, en raison des enjeux symboliques et de leur faible représentation.
En 1990, Mary Robinson lit un poème de Eavan Boland (en) lors de son investiture en tant que première femme à accéder à la présidence de la république d’Irlande.

## Question relatives au genre
Des textes attestent que François Ier questionnant son poète Clément Marot sur le bon usage de la langue française concernant les questions d'accord se vit donner une règle de l'accord du participe passé dans Enfans, oyez une leçon qui suivait la règle de l'accord au plus proche.

### Poétesse
Dans certains dictionnaires, le terme « poétesse » est considéré comme désuet et pouvant être péjoratif. Selon le Dictionnaire historique de la langue française (Le Robert, 1998), la désaffection pour le terme date du premier tiers du XVIIIe siècle puisqu'il serait tombé en désuétude, au point d'être remplacé par « un poète » en 1793. La question du genre en poésie et des anthologies par genre est débattue,,,.

## Prix et distinctions
Sully Prudhomme est le premier poète à recevoir le prix Nobel de littérature en 1901. Gabriela Mistral est la première poétesse à recevoir ce prix en 1945.
En 1988, Carol Ann Duffy (1955 - ) figure en tête des personnes pressenties pour le poste de Poet Laureate, mais son lesbianisme déclaré l'empêche d'y accéder, et c'est Andrew Motion (1952 ? ) qui est nommé.
En 2001, Vera Duarte remporte le Prix Tchicaya U Tam'si pour la poésie africaine, et Fama Diagne Sène le remporte en 2011.

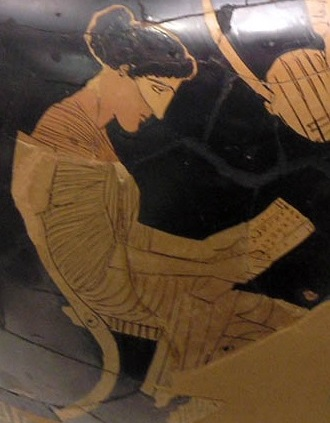
Sappho, poétesse grecque qui vécut aux av. J.-C.

### Poètes antiques
- Martin Balmont, Dictionnaire des poètes latins antiques, Besançon, Presses du Centre Unesco de Besançon, 2000, 308 p.  (ISBN 2-912295-26-2).

### Poètes francophones
- Marc-Aimé Guérin et Réginald Hamel (dir.), Dictionnaire Guérin des poètes d'ici : de 1606 à nos jours, Montréal, Guérin, 2005 (2e éd. rev. corr. et augm.), 1 359 p.  (ISBN 2-7601-6746-1).
- Serge Martin (dir.), La Poésie à plusieurs voix : rencontres avec trente poètes d'aujourd'hui : une anthologie, Paris, Association française des enseignants de français, 2010, 240 p.  (ISBN 978-2-200-24626-6).
- Christine Planté, Femmes poètes du XIXe siècle : une anthologie, Lyon, Presses universitaires de Lyon, 2010 (ISBN 9782729706074, lire en ligne)
- Georges Pompidou, Anthologie de la poésie française, Paris, Hachette, 1961 ; rééd. Le Livre de poche.
- Jean Rousselot, Dictionnaire de la poésie française contemporaine, Paris, Hachette, 1968.
- Léon Feugère, Les femmes poètes au XVIe siècle : étude suivie de Mademoiselle de Gournay, D'Urfé, Le Maréchal de Montluc, G. Bude, Ramus, Genève, Slatkine, 1969 (1re éd. 1860), 391 p. (OCLC 364950968).
- Jacques Charpentreau et Georges Jean, Dictionnaire des poètes et de la poésie, Paris, Folio junior/Gallimard, 1983.
- Robert Sabatier, Histoire de la poésie française (9 volumes), Paris, Albin Michel.
- Pierre Seghers, Le livre d'or de la poésie française des origines à 1940, Marabout.
- Marie-Claire Bancquart, Poésie 1945-1960 : les mots, la voix., Paris, Presses de l'Université de Paris-Sorbonne, 1989, 191 p. (OCLC 843298740)
- Pierre Seghers, Le livre d'or de la poésie française contemporaine, 2 volumes, Marabout.
- Pierre Seghers, Poètes maudits d'aujourd'hui (1946-1970), Paris, éd. Seghers, 1972.
- Bernard Delvaille, La Nouvelle Poésie française (Anthologie), Paris, éd. Seghers, 1974.
- Édition de Michel Décaudin, Anthologie de la poésie française du XXe siècle, de Paul Claudel à René Char, Paris, Poésie/Gallimard, 1983.
- Michel Décaudin, Les Poètes fantaisistes, éd. Seghers.
- Marcel Raymond, De Baudelaire au Surréalisme, Éd. José Corti.
- Georges-Emmanuel Clancier, Panorama de la poésie française (2 volumes), Éd. Seghers.
- Jean Bouhier, Les Poètes de l'école de Rochefort, Anthologie, Éd. Seghers.
- Jeanine Moulin, Huit siècles de poésie féminine : [anthologie], Paris, Seghers, 1981, 475 p. (ISBN 9782221008232)
- Jacques Béal, Les Poètes de la Grande Guerre, Le Cherche Midi, 1992.
- Liliane Giraudon et Henri Deluy, Poésies en France depuis 1960 : 29 femmes : une anthologie, Paris, Stock, coll. « Versus », 1994, 265 p. (ISBN 9782234043527)
- Alain Frontier, La Poésie, Belin, 1992 ; réédition en format poche en 2013.
- Maram al-Masri, Femmes poètes du monde arabe : anthologie, Paris, Le Temps des cerises, 2019, 227 p. (ISBN 9782370711731)

### Poétesses
- Régine Deforges, Poèmes de femmes des origines à nos jours : anthologie, Paris, France loisirs, 2002 (ISBN 9782744152078)